# Firemen to the Rescue
Firemen to the Rescue è un cortometraggio muto del 1903 diretto da Cecil M. Hepworth.

## Trama
Una bambina si alza dal letto per andare a prendere la sua bambola. Accidentalmente, un vestito prende fuoco. La piccola, terrorizzata, si infila sotto le coperte mentre il fuoco si propaga rapidamente. Alla stazione dei vigili suona l'allarme, tutti i pompieri si precipitano in strada con il loro carro: per salvare la bambina, due vigili del fuoco devono sfondare una parete ma la bimba è salva.

## Produzione
Il film fu prodotto dalla Hepworth.

## Distribuzione
Distribuito dalla Hepworth, il film - un cortometraggio della lunghezza di 99,06 metri - uscì nelle sale cinematografiche britanniche nel novembre 1903. Il 21 novembre, fu distribuito negli Stati Uniti dall'American Mutoscope & Biograph.